# Eresia nauplius
Espèce
Eresia nauplius est une espèce d'insecte lépidoptère de la famille des Nymphalidae, de la sous-famille des Nymphalinae et du genre Eresia.

## Dénomination
Eresia nauplius a été décrit par le naturaliste suédois Carl von Linné en 1758 sous le nom initial de Papilio nauplius.

### Synonymie
- Papilio nauplius (Linné, 1758) Protonyme

### Noms vernaculaires
Eresia nauplius se nomme Nauplius Crescent en anglais et Eresia nauplius plagiata se nomme Peruvian Crescent.

## Taxinomie
Liste des sous-espèces :
- Eresia nauplius nauplius; présent en Guyane, Guyana, au Surinam et au Brésil.
- Eresia nauplius extensa (Hall, 1929) ; présent au Brésil

Synonymie pour cette sous-espèce
Phyciodes nauplia extensa (Hall, 1929)
- Eresia nauplius plagiata (Röber, 1913) ; présent au Brésil, en Colombie, en Bolivie, en Équateur et au Pérou

Synonymie pour cette sous-espèce
Phyciodes nauplia plagiata (Röber, 1913)
Eresia plagiata (Higgins, 1981)

## Description
Eresia nauplius est un papillon aux ailes antérieures arrondies et allongées au dessus blanc très largement bordé de noir et avec une partie basale noire plus aux ailes antérieures une bande noire séparant l'apex du reste de l'aile.
Le revers est plus clair blanc cerné suivant la même ornementation de marron gris doublé de jaune orangé.

## Écologie et distribution
Eresia nauplius est présent en Guyane, Guyana, au Surinam, au Brésil, en Colombie, en Équateur et au Pérou.

### Biotope
Eresia nauplius réside sur les lisières, les clairières les bordures de routes.

### Protection
Pas de statut de protection particulier.